# Stabkirche Eidsborg

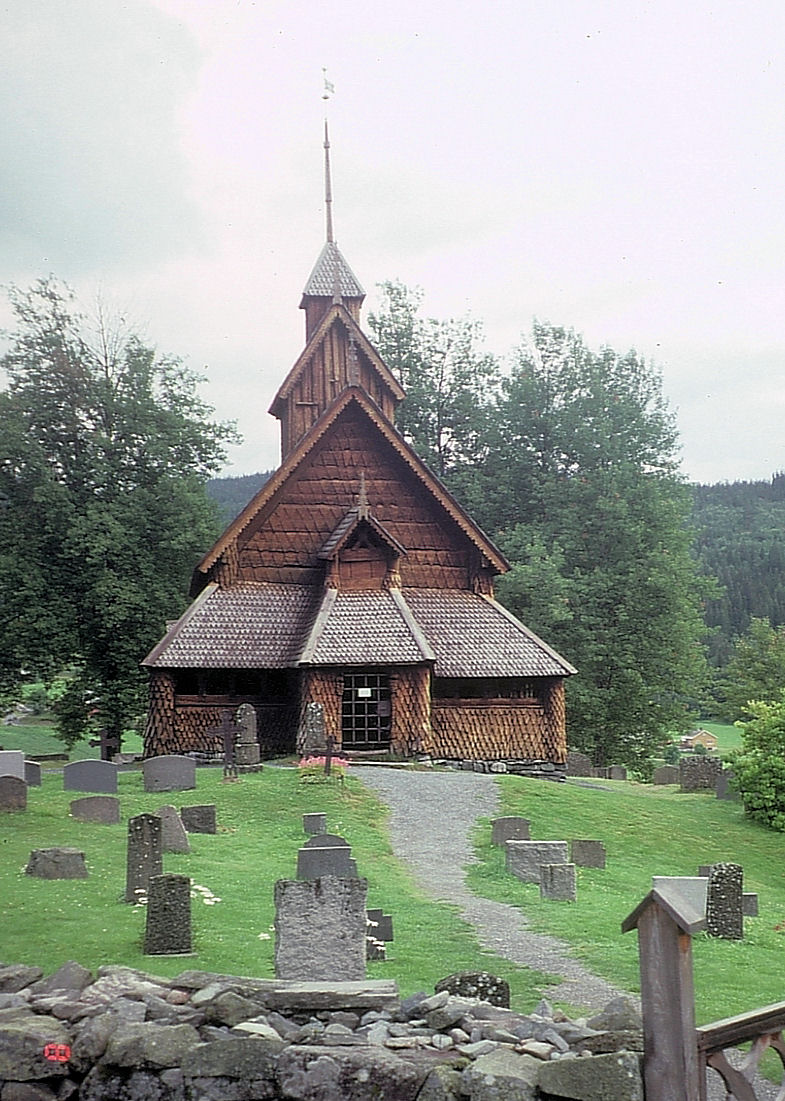
Stabkirche in Eidsborg

Die Stabkirche Eidsborg gilt als eine der besterhaltenen Stabkirchen Norwegens. Mit 82 Sitzplätzen ist sie eine kleine Gemeindekirche der Propstei Vest-Telemark. Es wird vermutet, dass sie auf einer früheren Kirche aufgebaut wurde. Sie ist erstmals 1354 schriftlich erwähnt, wird jedoch anhand ihrer stilistischen Merkmale auf die zweite Hälfte des 13. Jahrhunderts datiert. Die Kirche umgibt ein Friedhof, der sowohl neue als auch Gräber aus dem Mittelalter beherbergt.

## Lage
Die Kirche liegt in dem kleinen Ort Eidsborg in der Kommune Tokke in der Provinz Telemark.  Sie ist dort Teil des Freiluftmuseums Vest-Telemark Museum und liegt in etwa 530 moh.

## Weihung
Die Kirche ist St. Nikolaus geweiht. In der Kirche gab es eine bemalte Skulptur des St. Nikolaus, die aus der Mitte des 12. Jahrhunderts stammte. In der katholisch geprägten Zeit wurde in jeder Mittsommernacht eine Messe in der Kirche gehalten. Die Skulptur wurde in einer Prozession dreimal um den Eidsborgtjønnet getragen. Dann wurde sie gewaschen. Die Sage sagt, dass wenn St. Nikolaus schwitzte, diejenigen, die etwas von den Schweißtropfen abbekamen, geheilt wurden. Heute befindet sich diese Skulptur in der Sammlung des Kulturhistorisk Museum in Oslo. In der Stabkirche ist eine Kopie von ihr ausgestellt.

## Konstruktion
Die Kirche ist eine einschiffige, rechteckige Langkirche, deren Dachkonstruktion durch vier Eckpfeiler getragen wird und keine zusätzlichen Stützen im Innenraum hat. Die Wandpaneele sind zwischen den Eckpfeilern eingespannt und werden durch zusätzliche Pfosten unterstützt. Um die Kirche befindet sich im Norden, Süden und Westen ein Laubengang mit Zwergarkaden. Der Haupteingang befindet sich im Westen. Über dem Eingang, zwischen den Säulen, entdeckte man 1928 die Überreste einer geschmückten Archivolte. Die Außenhaut des Gebäudes bildet eine Holzschindelfassade, die sowohl die Wände bekleidet als auch das Dach und die Eckpfeiler.
Durch Restaurierungen wurde die Kirche immer wieder verändert. Dennoch gilt das Kirchenschiff als original erhalten. 1693 erfolgte ein Umbau des Dachreiters, und im 19. Jahrhundert wurde die Kirche ostwärts verlängert. In den 1920er- und 1930er-Jahren wurden die Zwischendecke entfernt und kleine Fenster eingesetzt. Bei der Restaurierung entdeckte man eine Feuerstelle unter dem Fußboden. Diese diente womöglich für Brandopferungen heidnischer Kulte. Die Holzschindelfassade aus den 1970er-Jahren wies Risse auf und an der Hauptkonstruktion wurden Bruchschäden festgestellt. Sparrenbinder waren abgeknickt und durch die Last heruntergedrückt worden. Daraufhin zog man eine zusätzliche Tragkonstruktion oberhalb der Sparren ein und tauschte die Holzschindeln aus.

## Ausstattung
Das Inventar der Kirche stammt hauptsächlich aus der Zeit der Reformation. Der ursprüngliche Chor wurde 1826 abgerissen und 1840 durch einen neuen Chor aus Holz ersetzt. Das Kruzifix über der Choröffnung wurde aus dem Mittelalter bewahrt. Zwei Wandfelder mit mittelalterlichem Dekor stammen vermutlich aus der Stabkirche Lårdal. Aus den Jahren 1604 und 1640 stammt das Leimfarbendekor (distemper), das 1929 von Domenico Erdmann vervollständigt wurde. Die Altartafel von 1840 mit Malereien von M. P. Mandt zeigt ein Jesus-Motiv, auf dem er Brot und Wein segnet.

Ansichten der Stabkirche Eidsborg
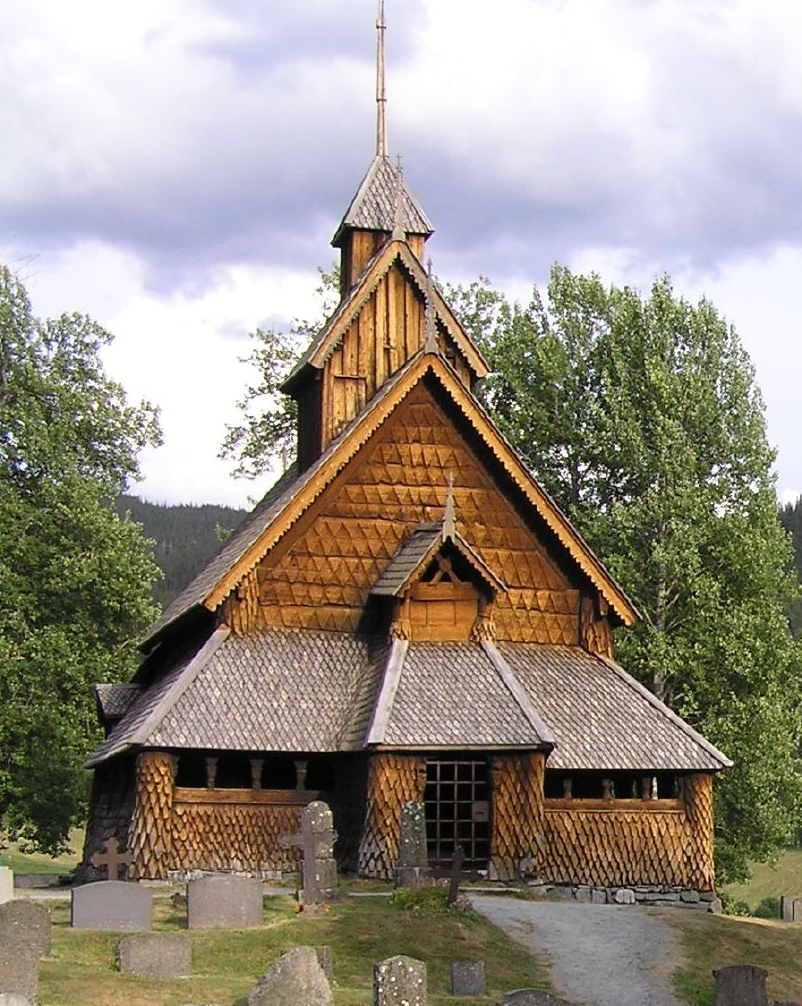
Westseite der Stabkirche, 2005
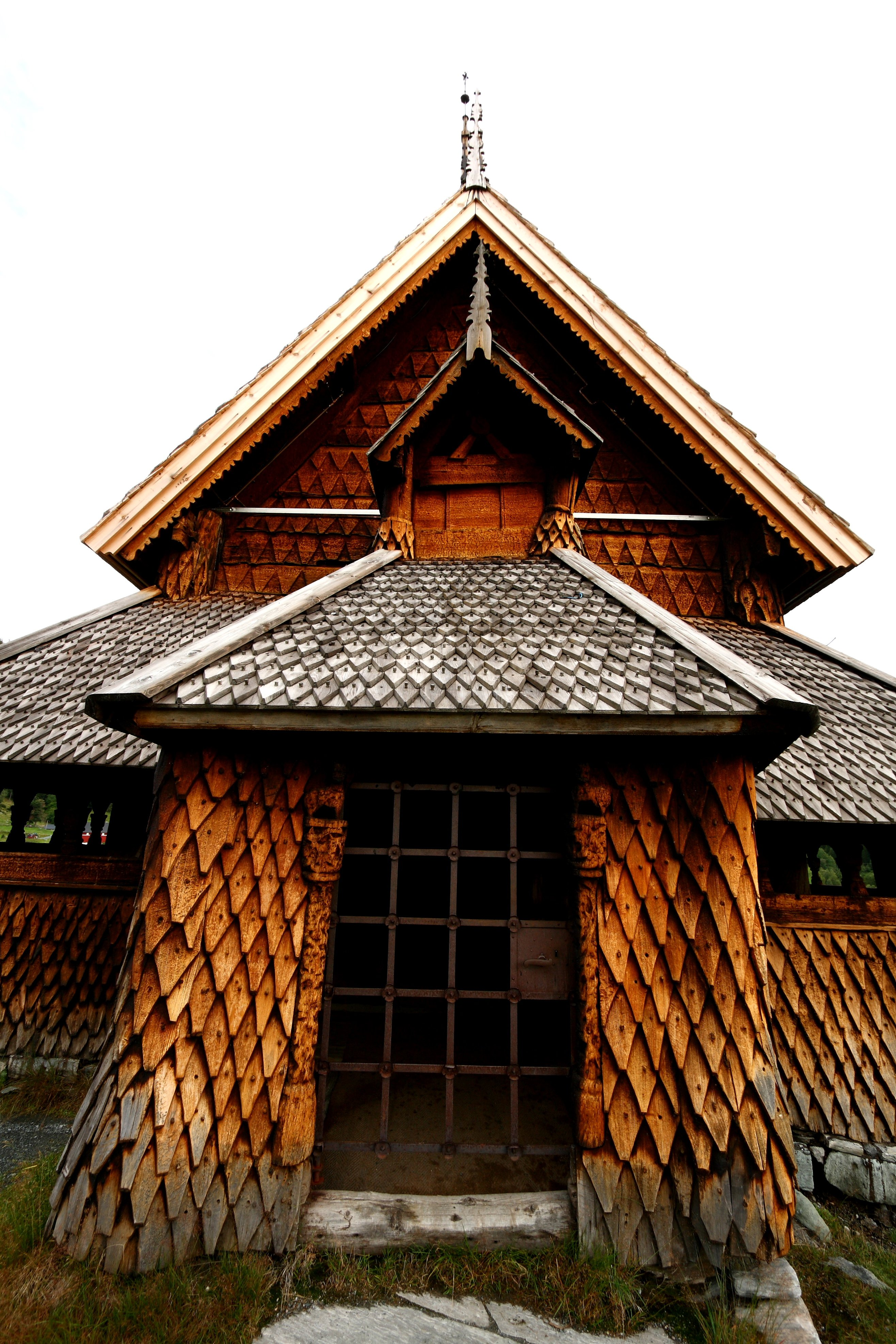
Westportal, 2008
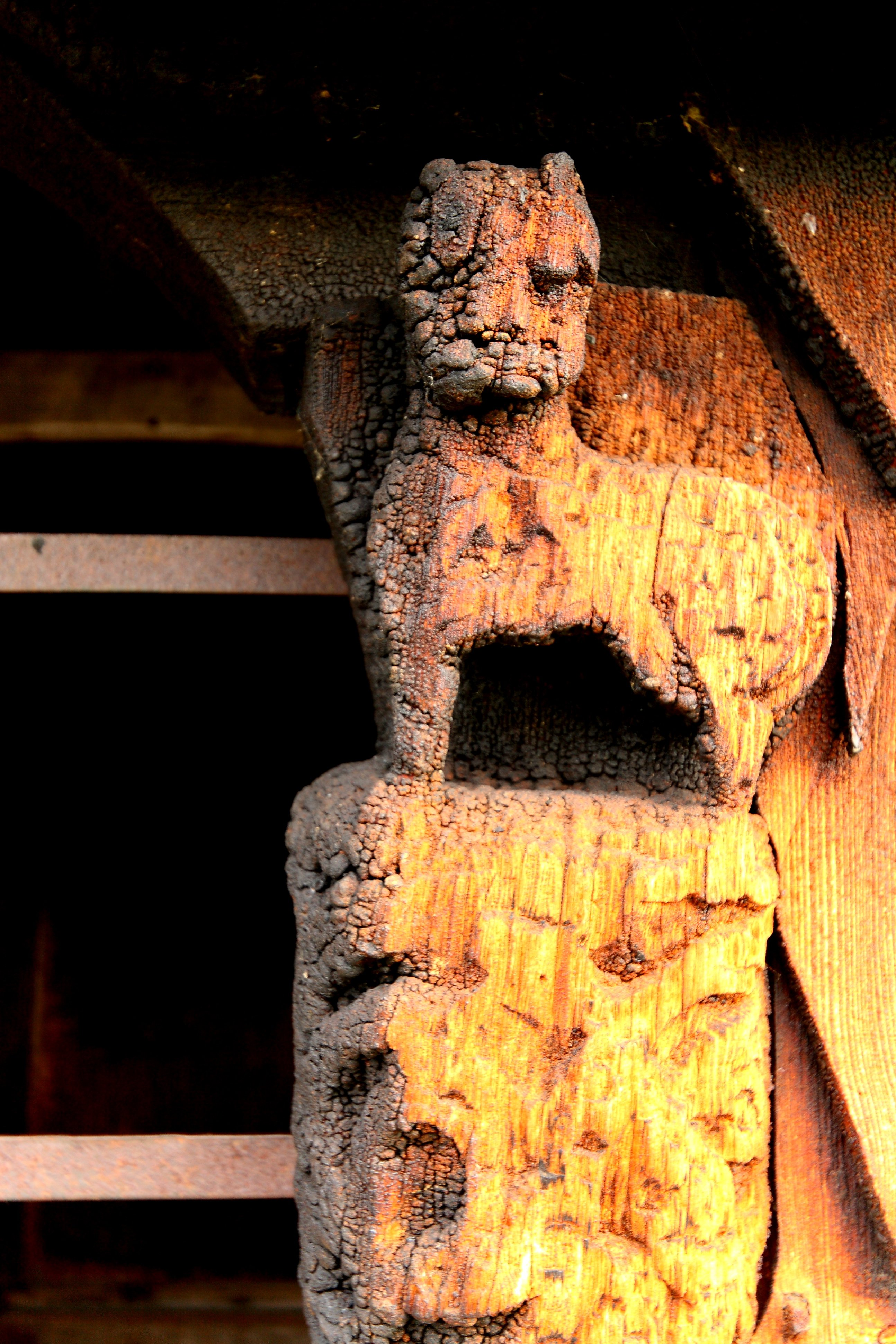
Detail eines Löwen am Portal, Westeingang, 2008
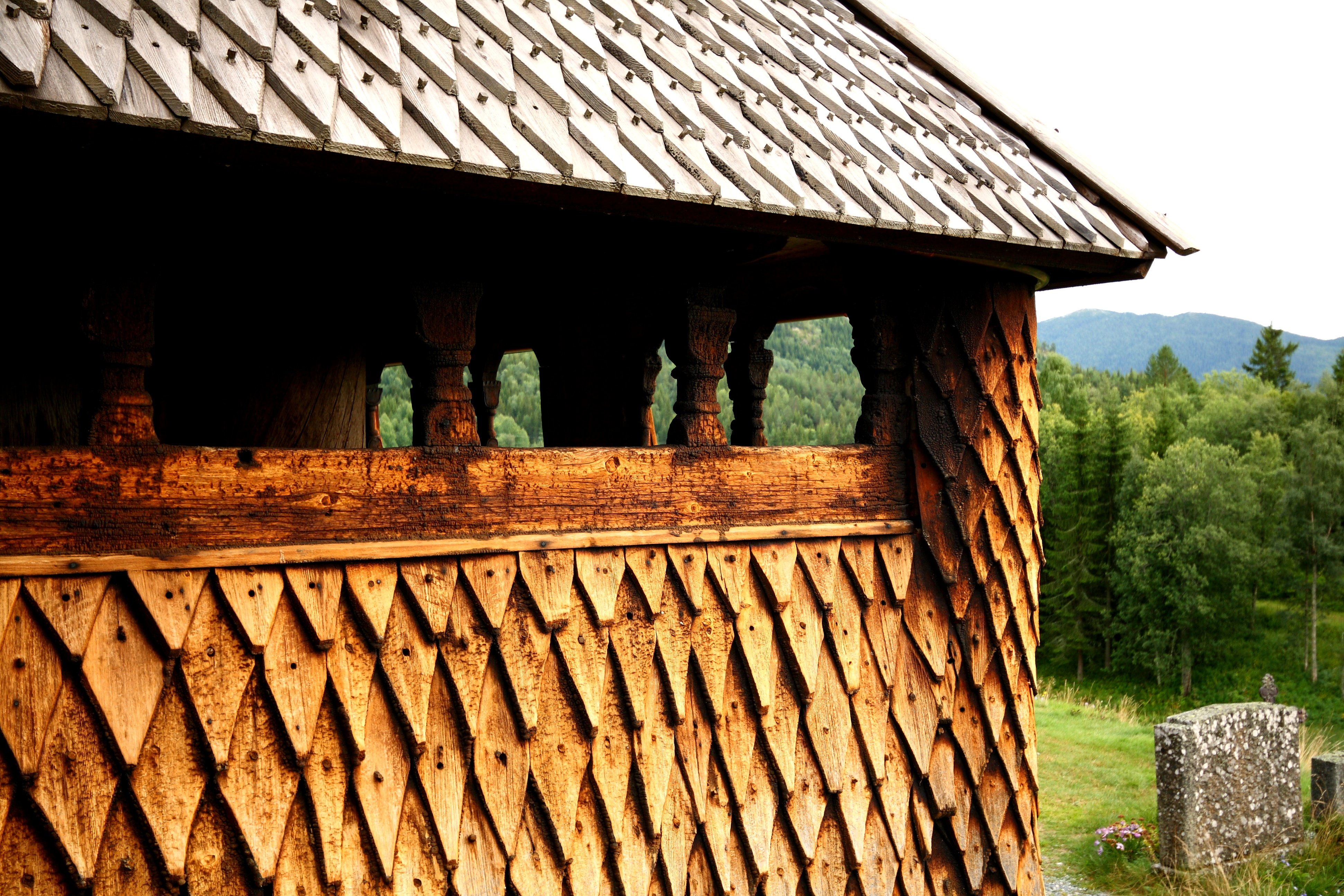
Zwergarkaden und Detailansicht der Holzschindelfassade